# Fefelei, Prahova
Fefelei este o localitate componentă a orașului Mizil din județul Prahova, Muntenia, România.
Așezarea este atestată documentar în anul 1600.
Într-o monografie întocmită de prefectura Buzău în 1943 se arăta că satul Fefelei (satul celor cinci felii) este mai vechi decât Mizilul.
Prima atestare documentară localității datează la sfârșitul secolului al XVI-lea și anume într-un act prin care Nicolae Pătrașcu împroprietărește o persoană cu pământ.
Conform unor surse, biserica din Fefelei a fost construită la începutul secolului al XVII-lea.
Două secole mai târziu, ctitoria este refăcută de polcovnicul Nicolae Stamboleanu, iar în 1828, familia Mareș reface clădirea, ce va avea hramul Sfântul Nicolae.

## Personalități născute aici
- Grigore Tocilescu (1850-1909), istoric, arheolog, epigrafist, folclorist, membru al Academiei Române.[1]